# Raffadali
Raffadali est une commune italienne de la province d'Agrigente en Sicile.
Initialement construit à l'époque médiévale comme village arabe, il est devenu, après la conquête normande de la Sicile, un fief de la famille noble Montaperto. Après une période de négligence, il a été reconstruit à partir de 1523. Au XIXe siècle, il devint capitale de circondario du royaume des Deux-Siciles et, à la suite de l'annexion au royaume d'Italie, chef-lieu de mandamento, rôle qu'il occupa jusqu'au 1923. Le noyau urbain du XVIe siècle s'étendait principalement à partir de la seconde moitié du XXe siècle.
Centre historiquement lié à l'agriculture, lieu d'origine de la pistache Raffadali, il a perdu sa vocation agricole traditionnelle au profit du secteur tertiaire. Les petites et moyennes entreprises artisanales prédominent .

## Géographie
Le territoire communal couvre une superficie d'environ 1.617 hectares avec une densité de 586,12 habitants par km2. Il est situé dans une zone de collines, entre les rivières Platani et Imera méridionale, avec une altitude de 425 m. L'aspect physique du territoire est caractérisé par des marnes et blanc foraminifere, brun sols et regosuoli.
Le climat est méditerranéen avec une température moyenne de 26 - 28 °C en juillet et en août avec des températures de - 30 à- 40 °C.

## Histoire

### Préhistoire
Les plus anciennes découvertes remontent à l'âge du cuivre et ont été trouvées dans le district de Pietra Rossa, où se trouve une nécropole composée de dizaines de niches, avec des squelettes en position fœtale. Un autre  site archéologique est Cozzo Busonè, où la nécropole se compose de plusieurs tombes à grottes artificielles.
dont 12 ont été perdus en raison de travaux de démolition sur la colline par un producteur de sociétés de calcaire. Le premier archéologue à mener des fouilles sur le site était le professeur Bianchini, les objets en céramique et en lithiques trouvés révéler la présence de la civilisation des Castelluccio (site archéologique de la province de Syracuse du XVIII au XV sec. a.C.). Parmi les objets trouvés, il y a deux idoles féminines, représentant la Déesse Mère.

### L'époque romaine
La présence romaine se caractérise par des artefacts trouvés sur le site de Terravecchia. Ainsi, dès le XVIe siècle, on y retrouva un  sarcophage orné d'une représentation du viol de Proserpine dans le Contrada Grotticelle. Le sarcophage fût d'abord placé devant le palais des Princes de Montaperto, avant d'être donné à la principale église du village où il est encore conservé aujourd'hui.

### Le Moyen Âge
À partir de 839-840, Raffadali est occupé par les Sarrasins. Cette occupation dure deux siècles jusqu'à l'invasion normande qui mit fin à la domination arabe sur la Sicile.
Michele Amari localise dans cette commune, près de la contrada Buagimi, la forteresse musulmane de Bugamo (ou Burgamo), prise et rasée par les Normands qui déportent les habitants à Scribla en Calabre, mais rien ne permet de prouver cette hypothèse.
Le  7 octobre 1095, le comte Roger Ier de Sicile  donna la terre de Raffadali à Giorlando Montaperto, fils de Giovanni Matteo et d'Ulla Cassaneto, pour avoir arraché le château de Monte Guastanella à une garnison arabe. 
Raffadali faisait partie du district territorial du diocèse d'Agrigente, et devaient à ce titre payer un tribut annuel à l'Église.

### Période moderne
La ville moderne a été fondée sur les ruines de l'ancienne place forte en 1481. En 1507, Pietro Montaperto obtint le «ius populandi» (droit de peupler) de Ferdinand le Catholique, ce qui permit l'expansion du village, la rénovation du château et la construction d'une église paroissiale.
En 1649, Giuseppe Nicolò Montaperto est intervenu pour étouffer une émeute des Agrigentins contre l'évêque Trajna, qui était accusé d'être responsable d'une famine. En récompense de son courage et de sa fidélité, Philippe IV accorde à la famille Montaperto le titre de Prince de Raffadali. Le dernier prince fut Salvatore Montaperto Valguarnera.
Au début du XIXe siècle, Raffadali fut transformé en une ville rurale de petits et moyens fermiers. Les anciens seigneurs ont conservé le droit de bail sur une partie du territoire.
À partir de 1861, Raffadali devînt la capitale de son Mandamento, qui contenait également les villes de Santa Elisabetta et Joppolo Giancaxio. Il a été supprimé, avec tous les autres mandamenti, en 1927.

## Économie
Les activités économiques sont principalement liées à l’agriculture avec une production notable de blé, raisins, amandes, pistaches et olives. Il y a aussi élevage bovins et ovins.
Au cours des cinquante dernières années 1961-2011, il y a eu une tertiarisation des activités de .
Raffadali est le principal centre de la région d'Agrigente en ce qui concerne la transformation de la pistache (bonbons et produits semi-finis), ainsi que la place principale pour le commerce de la même, de sorte qu'une grande partie des fruits obtenus sur le territoire de la province de Agrigente est identifiée comme Pistache de Raffadali AOP .
Outre les activités agricoles, des oleifici et des usines œnologiques et de conserverie ont également vu le jour. La spécialisation des cultures (tomates, artichauts, concombres, raisins de table, poires et figues) a également conduit au développement du commerce des produits agricoles.

## Culture

### Instruction
La bibliothèque municipale «Salvatore Di Benedetto», hébergée dans certaines salles de la mairie de la Via Nazionale, compte plus de 8 000 volumes.
La commune dispose d'un collège, de trois écoles élémentaires et de quatre jardins d'enfants.

### Art
Deux exemples importants de l'art roman ont été trouvés à Raffadali, dans les zones de Grotticelle et Terravecchia:

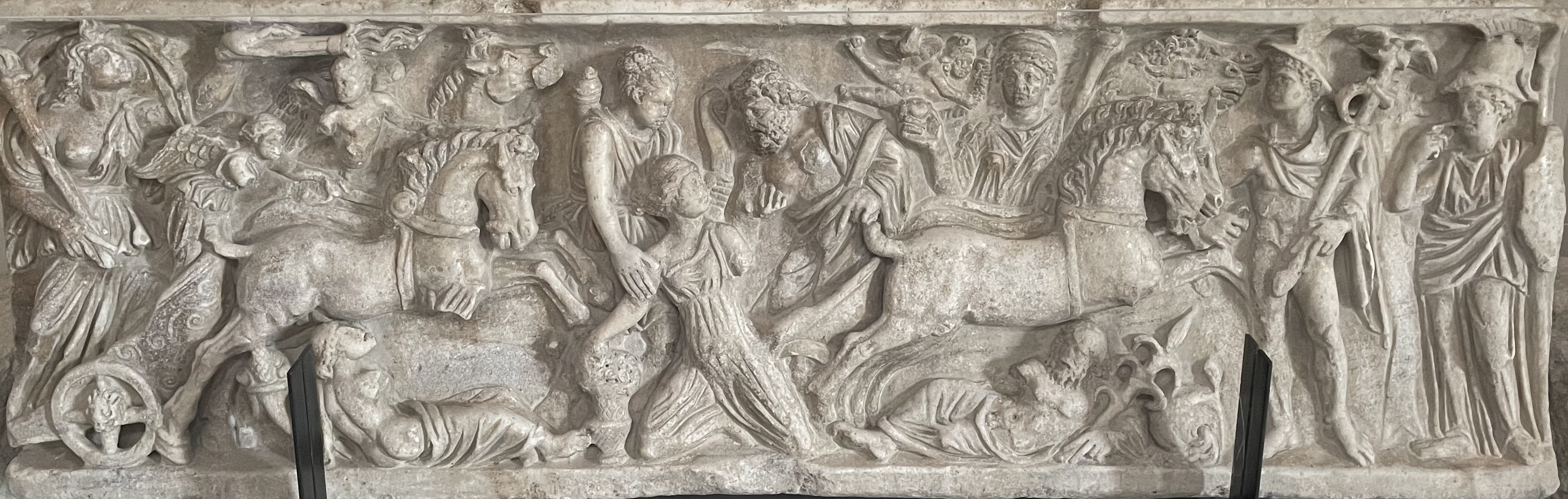
Sarcophage de Raffadali

- Sarcophage romain avec représentation de l'enlèvement de Proserpine, trouvé dans le quartier Grotticelle de Raffadali au XVIe siècle, et logé dans l'église mère [6],[7].
- Relief des vestales du Ier siècle, qui appartenait au prince de Raffadali. Le bas-relief en marbre représente l'offrande des vestales qui, la tête voilée, assistent à un rituel sacré célébré par un personnage masculin en robe, un prêtre ou un empereur dans les fonctions de Pontife Maximus. Le relief est maintenant conservé au Musée archéologique de Palerme [6].

### Cuisine
Le plat typique de Raffadali est le macco di fave (u paisi dû maccu est le surnom donné à Raffadali par les pays voisins), une crème élaborée avec une cuisson prolongée de fave, auquel un légume, généralement blettes, fenouil sauvage, courgettes vertes tendres et servis uniquement avec la vinaigrette de huile.
Les plats à base de pistache de Raffadali sont également typiques.

## Événements

### Festival de la Pistache de Raffadali
Le principal événement raffadalese est le "Fastuca Fest", ou le Festival de la pistache de Raffadali. L'événement se déroule sur trois jours dans la seconde quinzaine de septembre, accueille de nombreux stands de nourriture et de vin et tend à améliorer la qualité de la pistache locale, produite dans la municipalité et les centres voisins.

## Fêtes, foires
- Noël: neuvaines chantées et "pastorale" (représentation théâtrale avec "Nardo", un berger en désordre). Il est traditionnel de manger des «purciddati» (strudel rempli de figues séchées et amandes râpées) et du pain aux figues[11].
- Carnaval: défilés de chars allégoriques et de groupes et le soir bals masqués le long de la Via Nazionale. Les célébrations durent quatre soirs, du samedi au mardi gras. On prépare traditionnellement les sfingi (beignets à base de farine et de pâte aux œufs ou encore de purée de pommes de terre, frits dans une huile abondante et sucrés avec du sucre ou du miel), les pignulati (bonbons à base de farine et de pâte aux œufs préparés sous forme cylindrique, épais, frites dans l'huile et mélangés avec du sucre chauffé)[11].
- Pâques: le Vendredi saint, des représentations théâtrales sacrées ont lieu sur une scène stable et ouverte. Traditionnellement, le "u panareddu cu l'ovu" (petit pain en pâte de farine avec un œuf de poule au four) est préparé[11].

## Administration
| Période                                  | Période  | Identité                | Étiquette     | Qualité |
| ---------------------------------------- | -------- | ----------------------- | ------------- | ------- |
| 15 mai 2007                              | En cours | Silvio Marcello Cuffaro | Centro-Destra |         |
| Les données manquantes sont à compléter. |          |                         |               |         |

## Personnages connexes à Raffadali
- François Spoto (1924 - 1964) est un prêtre italien, supérieur général de la missionnaires serviteurs des pauvres reconnu martyr et vénéré comme bienheureux par l'Église catholique.

- Salvatore Cuffaro  né à Raffadali le 21 février 1958, est un criminel sicilien et était un homme politique italien, président de la région Sicile du 16 juillet 2001 à janvier 2008, et élu successivement au sénat italien, ancien membre de l'Union des démocrates chrétiens (UDC).

- Domenico Alvise Galletto, poète dialectal, auteur de chansons, pièces de théâtre, essais, poésie et livres de recherche sur les traditions populaires[12].

Il est le fondateur de la compagnie de théâtre Maschere Vive et interprète et metteur en scène de ses pièces.

### Communes limitrophes
Agrigente, Joppolo Giancaxio, Sant'Angelo Muxaro, Santa Elisabetta